# 갈리냐 아 아프리카나
갈리냐 아 아프리카나(포르투갈어: galinha à africana) 또는 페이자우가이(광둥어: 非洲雞; fei1 zau1 gai1)는 마카오의 구운 닭고기 요리이다.
포르투갈식 닭고기 구이인 "프랑구 그렐랴두(frango grelhado)"에 아프리카 고추인 피리피리 및 코코넛밀크 등으로 만든 소스를 얹어 낸다.

## 같이 보기
- 갈리냐 아 포르투게자
- 프랑구 피리피리